# Eva, Você e Eu
Eva, Você e Eu é o sexto álbum lançado pela Banda Eva em 30 de setembro de 1998. Ganhou o disco de platina no Brasil.

## Informações
O álbum foi o último disco do grupo com Ivete Sangalo como vocalista, que deixaria a banda no ano seguinte. Destacou como sucesso as músicas "Carro Velho", "De Ladinho", "Nayambling Blues" e "Madalena", regravação de Elis Regina e tema da novela Era Uma Vez.

## Faixas
1. "Carro Velho"
2. "Nayambing Blues"
3. "De Ladinho"
4. "Minha Paixão"
5. "Coração de Timbaleiro"
6. "Frisson"
7. "Pra Colorir"
8. "Fã"
9. "Ói Eu, Véia"
10. "Eparrê Baba"
11. "Digubelo"
12. "Eva, Você e Eu"

## Certificações
| Brasil (Pro-Música Brasil)                | Platina | 1998 | 250.000* |
| *número de vendas baseado na certificação |         |      |          |